# Vysoké Studnice
Vysoké Studnice é uma comuna checa localizada na região de Vysočina, distrito de Jihlava.